# Ludwig Meyn

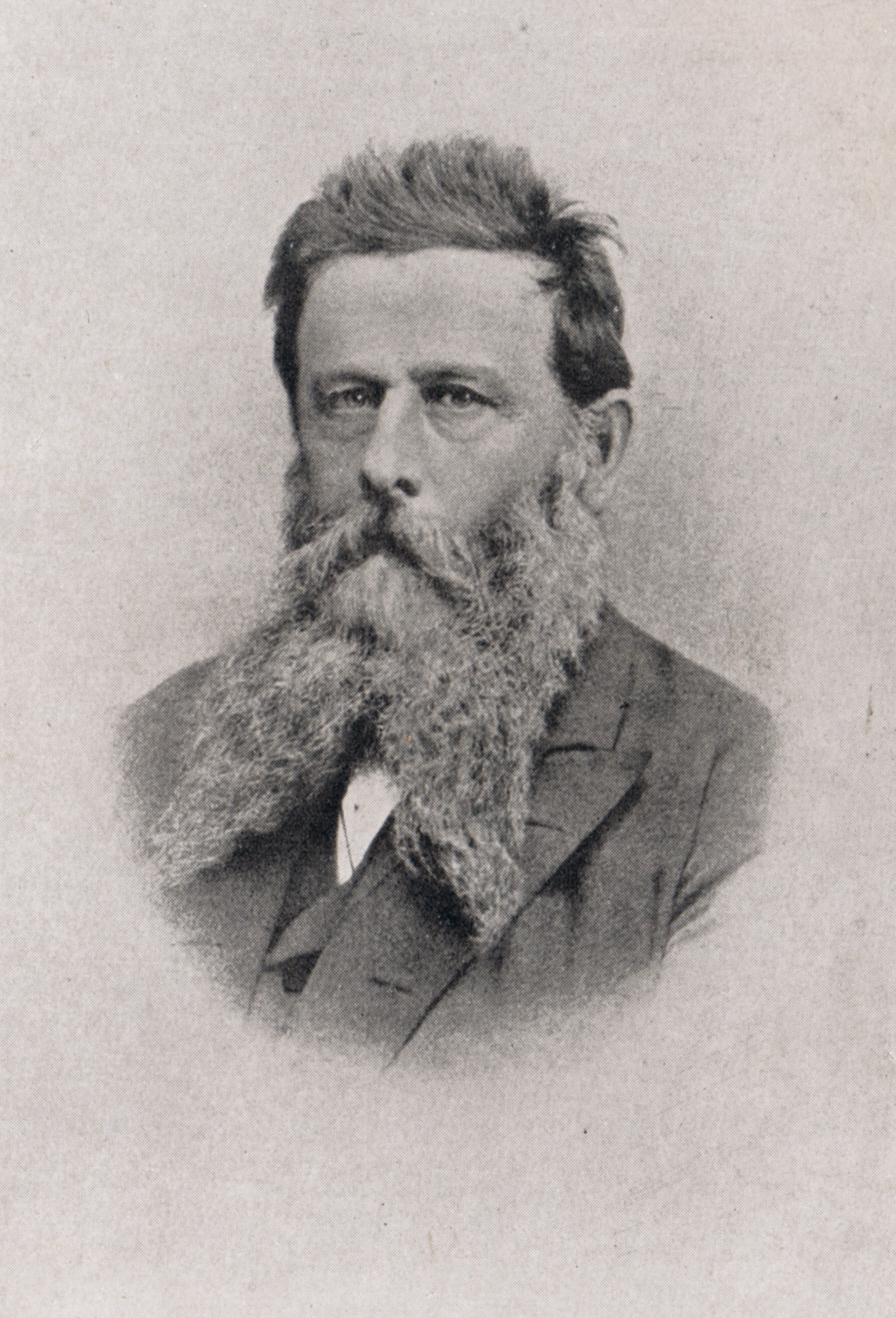
Ludwig Meyn. Er wurde auch von seinen Freunden Dr. Weisheit genannt.

Claus Christian Ludewig (Ludwig) Meyn (* 1. Oktober 1820 in Pinneberg; † 4. November 1878 in Uetersen) war ein deutscher Agrarwissenschaftler, Bodenkundler, Geologe, Journalist, Mineraloge sowie Abgeordneter des Bauernstandes in der Holsteinischen Ständeversammlung. Er war ein Pionier der Erdölförderung.

## Leben
Meyn war Sohn des praktischen Arztes Adolf Meyn und späteren Professors und Direktors des Klinischen Instituts der Universität Kiel und besuchte ab 1826 die Bürgerschule in Pinneberg. Nach der Umsiedlung nach Kiel nahm er ab 1840 sein Studium der Naturwissenschaften in Berlin auf, wo er auch dem Chemiker Richard Felix Marchand assistierte. Als Privatdozent für Gesteins- und Bodenkunde unterrichtete er an der Christian-Albrechts-Universität zu Kiel und arbeitete gleichzeitig als Lehrer der Naturwissenschaften am Kieler Gymnasium. Dort setzte er sich auch für die Förderung der Natur und Heimatkunde ein.

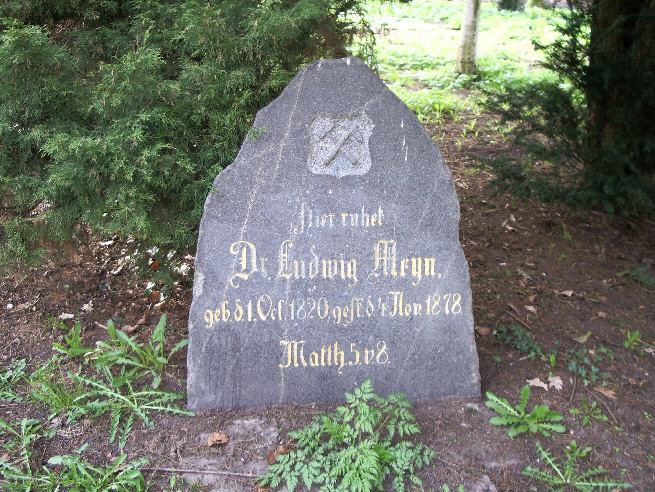
Ludwig Meyns Grabstätte im Cäcilie-Bleeker-Park in Uetersen

Die Erforschung des Bodenaufbaus in seiner Heimat und die Verbreitung der Forschungsresultate war sein Ziel. Seine Studenten lehrte er die Bedeutung der von Justus von Liebig begründeten Agrikulturchemie. Seinen allen Neuerungen gegenüber skeptischen Landsleuten wollte er die Notwendigkeit klarmachen, dem Boden durch wohlüberlegte künstliche Düngung diejenigen Nährstoffe wieder zuzuführen, die ihm die abgeerntete Frucht entzogen hatte. Meyn lebte hauptsächlich in Uetersen und setzte sich dort für sozial schwache Mitbürger ein. Er war Mitbegründer und Finanzgeber des Krankenhauses in Uetersen (Bleeker-Stift).
Ferner war Meyn Abgeordneter des Bauernstandes in der holsteinischen Ständeversammlung.
Am 4. November 1878 starb er an den Folgen eines Schlaganfalls, den er auf einer Geschäftsreise nach Hamburg erlitt.

## Sein Name heute
Nach ihm wurde später das Ludwig-Meyn-Gymnasium in Uetersen benannt. Auf Grund seiner Verdienste wurde 1952 die Fachzeitschrift „Meyniana“ des Geologisch-Paläontologischen Institut in Kiel nach ihm benannt. Ebenfalls seinen Namen trägt eine Straße auf dem Campus der Universität Kiel, Ludewig-Meyn-Straße, an der unter anderem der Fachbereich Geologie angesiedelt ist. Auch in Pinneberg, Halstenbek, Elmshorn und Uetersen sind Straßen nach Ludwig Meyn benannt worden. Einen Gedenkstein für Ludwig Meyn gibt es in Pinneberg am Bahnhofsvorplatz.

## Wirken als Geologe
Ab 1846 setzte er sich für die Gewinnung der einheimischen Rohstoffe wie Gips und Kalk in Segeberger Kalkberg und Lieth ein. Gleichzeitig sammelte Meyn über 1500 Gesteinsproben aus ganz Schleswig-Holstein als Belegstücke, diese bilden noch heute den Grundstock der Geologischen Sammlung der Landesuniversität.
Im Frühjahr 1856 begann Ludwig Meyn, nachdem der Bauer Peter Reimers aus Hemmingstedt bei dem Versuch, einen Brunnen für sein Vieh zu bohren, auf übel riechenden Sand stieß und ihn zu Hilfe rief, mit einfachen Handgeräten die ersten Bohrungen nach Erdöl in Dithmarschen durchzuführen – drei Jahre, bevor Edwin L. Drake im US-Bundesstaat Pennsylvania die erste Ölquelle anzapfte.
Die erste Bohrung erreichte zunächst eine Tiefe von 25 Metern, weitere Bohrungen folgten. Es waren die ersten Bohrungen nach Erdöl überhaupt, jedoch ohne größeren Erfolg: Meyn fand nur bitumenhaltigen Sand und Ölkreide. Später erhielt er vom dänischen König das Privileg, den bitumenhaltigen Sand auszubeuten, und destillierte aus dem ölhaltigen Sand sein „Solaröl“ (ein Petroleumerzeugnis), das in den Wohnzimmerlampen das übelriechende und rußende Tran- und Rübenöl ablöste. Weiter wurden Bitumen und Wagenschmiere gewonnen.
In den Jahren 1875/76 führte er als Geologe auch die Untersuchungen und Bohrungen im Watt vor Sylt zum Bau des Hindenburgdamms durch. Auf Grund seines positiven Befundes für den Dammbau sollte schon 1913 mit dem Bau des Dammes begonnen werden, das Vorhaben verzögerte sich jedoch bis 1923.

## Wirken als Agrarwissenschaftler

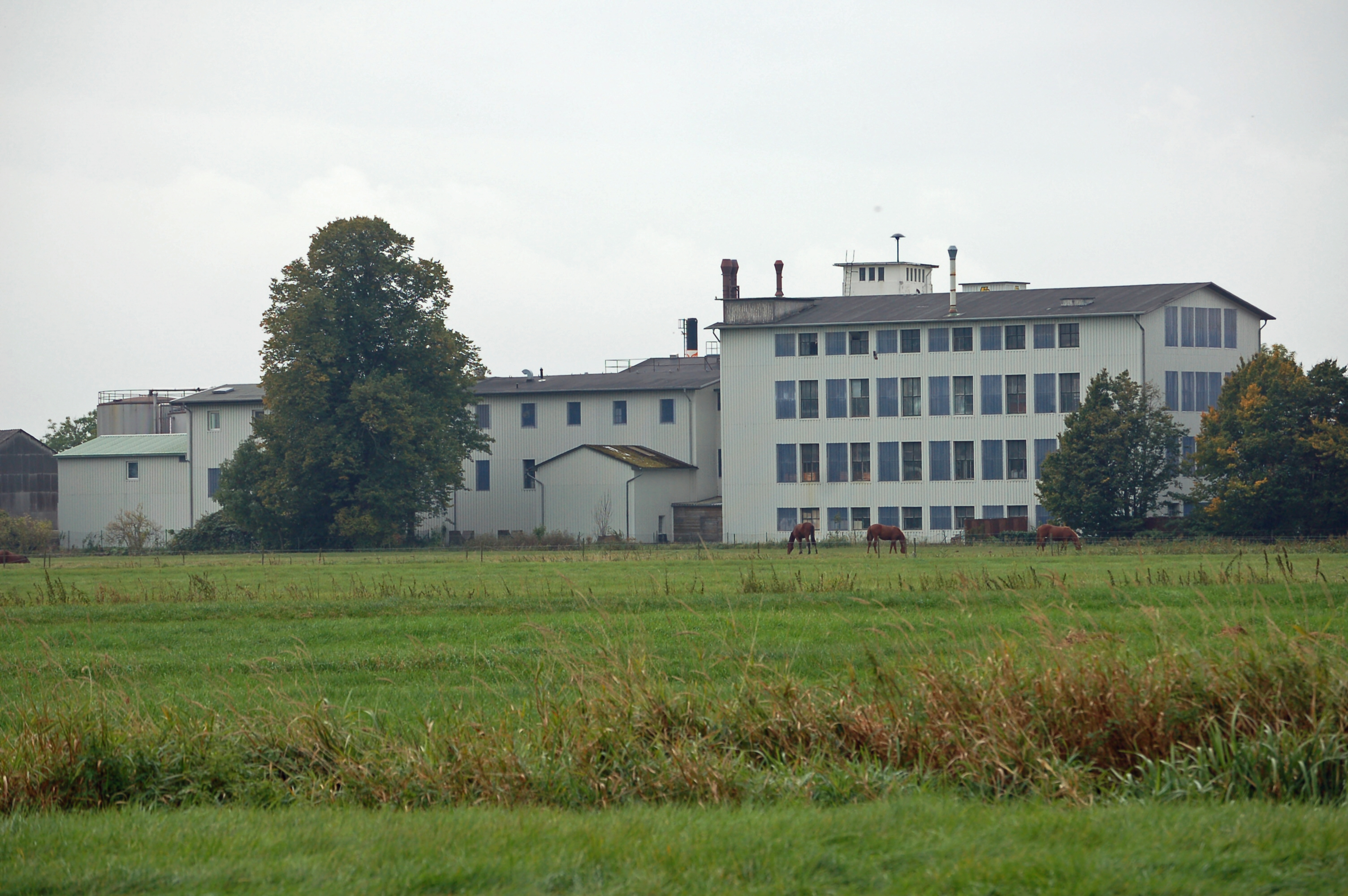
Die ehemalige Kunstdüngerfabrik, heute Harles und Jentzsch, ein Spezialbetrieb für die Verarbeitung von tierischen und pflanzlichen Fetten und Ölen

Anfang 1854 übernahm Ludwig Meyn eine alte Sägemühle in Uetersen und gründete dort auch eine Fabrik für Bau- und Düngemittel. Nach einem Brand infolge einer Explosion Ende 1860 wurde die Sägemühle und die Kalkproduktion aufgegeben. Er gründete später darin eine Fabrik für Kunstdünger. Durch seine Fabrik wollte er die Ideen von Justus von Liebig in die Landwirtschaft seiner Heimat einbringen. Besonders wies er auf die Nutzung des von ihm produzierten Knochenmehls hin. Es ist ein organischer Dünger, der Kalk, Stickstoff und besonders reichlich Phosphorsäure enthält. Es ist sein Verdienst, dass nun Kunstdünger eingesetzt werden konnte, der größere Erträge auf den Feldern brachte.

## Wirken als Journalist und Dichter
Im Jahr 1854 begann er als Mitarbeiter bei den Itzehoer Nachrichten. Dort vermittelte er der Bevölkerung sein Fachwissen über die heimischen Bodenarten, Tier- und Pflanzenkunde und die Verwendung von Kunstdünger.
Auch als Dichter gab er schon 1843, während seiner Studentenzeit, ein Gedichtbändchen heraus. 1865 veröffentlichte er sogar ein dramatisches Stück (Fünf Stunden Abenteuer) nach einer englischen Vorlage. Aber auch Freunde und Bekannte erhielten gelegentlich Proben seines Humors. Eine weitere Veröffentlichung war Mein Onkel, der Bürgermeister. Ab 1873 gab er einen Hauskalender mit Beiträgen schleswig-holsteinischer Autoren heraus.

## Werke

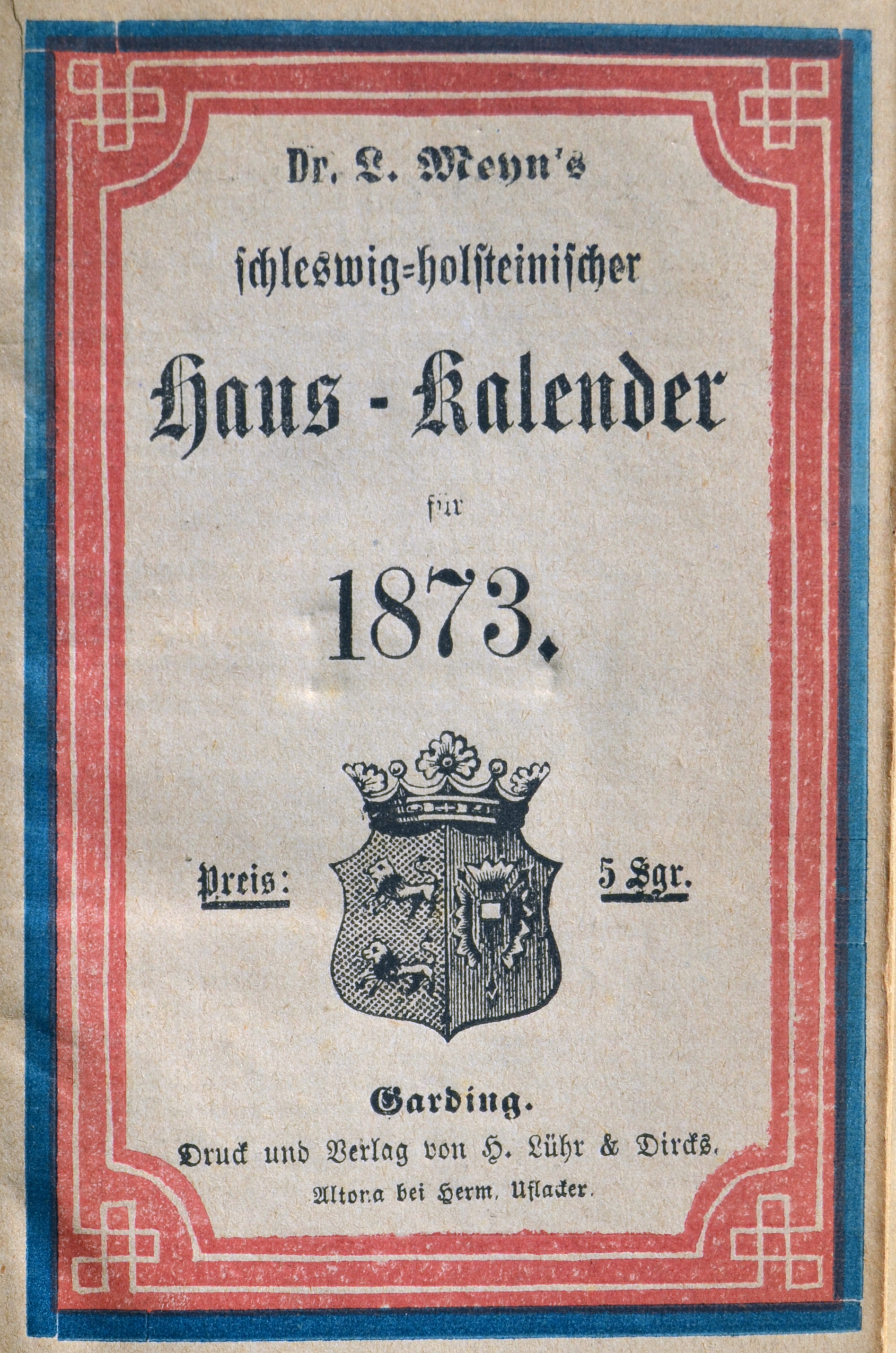
Deckblatt von Dr. L. Meyn’s schleswig-holsteinischem Haus-Kalender für 1873

- Mineralsysteme (Doktorarbeit) (1844)
- Holsteinisches Geschiebe, Asphalt im Granit (1846)
- Geognostische Beobachtungen in den Herzogtümern Schleswig und Holstein (1847)
- Erdfälle bei Stipsdorf (1850)
- Das Salz im Haushalte der Natur und des Menschen (1857)
- Landwirtschaftliche Taschenbücher (1861–1878)
- Das St. Elmsfeuer im Januar 1863. In: Die Gartenlaube. Heft 9, 1863, S. 138–140 (Volltext [Wikisource]).
- Erläuterung zur Geologischen Karte von Schleswig-Holstein (1864)
- Geognostische Bestimmung der Lagerstätte von Feuersteinsplittern bei Bramstedt in Holstein (1868)
- Geognostische Beschreibung der Insel Sylt und ihrer Umgebung : nebst einer geognostischen Karte im Maassstabe von 1:100.000 (1876)
- Die natürlichen Phosphate und deren Bedeutung für die Zwecke der Landwirthschaft. (1873)
- Die richtige Würdigung des Peru-Guano in der Landwirthschaft für den Rest des Jahrhunderts. (1872)
- Der Asphalt und seine Bedeutung für den Straßenbau großer Städte. (1872)
- Dr. Meyn's Hauskalender (ab 1871)
- Dr. Meyn's Landwirtschaftskalender (ab 1873)
- Der Bernstein der norddeutschen Ebene auf zweiter, dritter, vierter, fünfter und sechster Lagerstätte (1876)
- Geologische Uebersichtskarte Schleswig-Holsteins (1882) (nach seinem Tod veröffentlicht)
- Die Bodenverhältnisse der Provinz Schleswig-Holstein (1882) (nach seinem Tod veröffentlicht)
- Aus dem Leben und aus der Natur – Gesammelte Aufsätze von Dr. L. Meyn dem Wirtschaftsfreund der Itzehoer Nachrichten. Druck und Verlag von H. Lühr & Dircks, Garding 1886.
- Anfang und Ende der Salzgewinnung in den Herzogtümern. In: Die Heimat. Monatsschrift des Vereins zur Pflege der Natur- und Landeskunde in Schleswig-Holstein, Hamburg und Lübeck. Bd. 11 (1901), Heft 1, Januar 1901, S. 15–17 (Digitalisat), Heft 2, Februar 1901, S. 34–37 (Digitalisat), Heft 3, März 1901, S. 52–57 (Digitalisat), Heft 5, Mai 1901, S. 91–93 (Digitalisat).